# بلوریج (جورجیا)
بلوریج، جورجیا (به انگلیسی: Blue Ridge, Georgia) یک شهر در ایالات متحده آمریکا با جمعیت ۱٬۲۹۰ نفر است که در جورجیا واقع شده‌است.

## موقعیت جغرافیایی
موقعیت جغرافیایی شهرها و مناطق اطراف به شرح زیر است: